# Jen Banbury
Jen Banbury est une femme de lettres américaine, dramaturge, auteure de roman policier et journaliste.

## Biographie
Elle fait des études à l'université Yale où elle est membre de la Manuscript Society (en).
Après la publication en 1998 d'une pièce de théâtre et d'un roman intitulé Comme un trou dans la tête (Like a Hole in the Head), elle commence en 2003 une carrière de journaliste et travaille pour la National Public Radio et Salon.com. Le 3 mars 2004 Salon.com publie son reportage Guantanamo on Steroids sur les abus de soldats américains sur des prisonniers irakiens dans la prison d'Abou Ghraib. Ce reportage est classé parmi les meilleurs de ce webzine pour l’année 2003.

## Œuvre

### Roman
- Like a Hole in the Head (1998) Publié en français sous le titre Comme un trou dans la tête, traduit par Françoise Merle, Paris, Gallimard, Série noire no 2627, 2001

### Pièce de théâtre
- How Alex Looks When She's Hurt (1998)